# FC Pasching
FC Pasching este un club de fotbal austriac, din Pasching, Austria Superioară. A fost format după mutarea lui ASKÖ Pasching (cunoscut mai recent ca  FC Superfund) în Carintia și redenumirea SK Austria Kärnten în 2007 în  FC Superfund Pasching. În prezent clubul evoluează în Austrian Regional League Central. În 2013 clubul a înregistrat cel mai mare succes al său din istorie cucerind Cupa Austriei.

## Istoric
Clubul s-a fondat la 16 mai 2007, prin fuziunea ASKÖ Pasching cu SK Austria Kärnten, sub denumirea nouă - FC Pasching.

## Palmares
Cupa Austriei
- Câștigătoare (1): 2012–13

## Competițiile europene
| Sezon     | Competiție         | Runda    | Adversar      | Acasă | Deplasare | Scor general |
| --------- | ------------------ | -------- | ------------- | ----- | --------- | ------------ |
| 2013–2014 | UEFA Europa League | Play-off | Estoril Praia | –     | –         | –            |

## Antrenori notabili
- Helmut Wartinger (2007–present)